# Saint-Méthode
Saint-Méthode est un ancien village faisant partie depuis 1996 de la ville de Saint-Félicien du Québec (Canada) située dans la municipalité régionale de comté (MRC) du Domaine-du-Roy et dans la région administrative du Saguenay–Lac-Saint-Jean.
|  |

Saint-Méthode désigne depuis un secteur qui  occupe le nord-est de la nouvelle ville, à l'ouest de la rivière Mistassini
.